# Group of Thirty
Die Group of Thirty (oftmals abgekürzt mit G30) ist ein privates, internationales Gremium, bestehend aus führenden Personen aus dem Finanzwesen und der Wissenschaft. Sie veröffentlichen unter anderem Empfehlungen zur Aufsicht über die großen internationalen Finanzinstitutionen.
Sie selbst sehen als ihr Ziel, das Verständnis der internationalen wirtschaftlichen und finanziellen Fragen zu vertiefen, Auswirkungen der politischen Entscheidungen zu untersuchen und politische Optionen für wichtige Fragen zu prüfen. Die Mitglieder treffen sich zweimal jährlich zur Erörterung der wirtschaftlichen, finanziellen und politischen Entwicklungen. Die G30 wird von Stiftungen, Banken, Unternehmen, Zentralbanken, Fonds und Privatpersonen finanziert. Seinen Sitz hat das Gremium in Washington, D.C.
Die G30 wurden auch bezeichnet als die „30 mächtigsten Finanzbosse der Welt“.

## Geschichte
Die Group of Thirty wurde 1978 von Geoffrey Bell auf Initiative der Rockefeller-Stiftung gegründet, die auch die ersten Mittel für das Gremium bereitstellte. Die Rockefeller-Stiftung ist eng mit dem privaten US-amerikanischen Elite-Think Tank Council on Foreign Relations (CFR) verwoben. Die legendären War and Peace-Studies des CFR, bei denen die Grundlagen für die „Organisation“ der Welt nach dem Zweiten Weltkrieg erdacht wurden, die letztlich in Weltbank, Internationalen Währungsfonds (IWF), NATO und UNO mündeten, wurden 1939 von der Rockefeller-Stiftung ins Leben gerufen und mit 350.000 US-Dollar (entsprach 2015 ca. 6 Millionen US-Dollar) finanziert. Der erste Vorsitzende der Group of Thirty wurde Johan Witteveen, der ehemalige Präsident des Internationalen Währungsfonds.
Die Bellagio-Gruppe, die der österreichische Ökonom Fritz Machlup gegründet hatte, war eine Inspiration für die Gründung der Group of Thirty. Sie traf sich zum ersten Mal 1963, um die internationalen Währungsprobleme zu untersuchen, insbesondere die Zahlungsbilanzprobleme, denen Amerika in den frühen 1960er-Jahren gegenüberstand.
Mitglied der exklusiven Gruppe ist neben dem ehemaligen Präsidenten der Deutschen Bundesbank Axel A. Weber, der aus dem Young Leader-Programm des deutschen Elite-Netzwerkes Atlantik-Brücke stammende Bankmanager Gerd Häusler, bis 31. März 2014 Vorstandsvorsitzender der BayernLB. Häuslers Karriere beinhaltete Stationen beim IWF, der US-amerikanischen Investmentbank Lazard sowie der Dresdner Bank.

## Mitglieder
Stand: 3. Februar 2021
- Janet Yellen – Finanzministerin im Kabinett Biden, ehemalige Präsidentin der Federal Reserve
- Leszek Balcerowicz – ehemaliger Präsident der Polnischen Nationalbank
- Ben Bernanke – ehemaliger Präsident der Federal Reserve
- Mark Carney – Gouverneur der Bank of England und zugleich Vorsitzender des Financial Stability Board, ehemaliger Gouverneur der Bank of Canada
- Jaime Caruana – Internationaler Währungsfonds, 2000–2006 Gouverneur der Bank von Spanien, seit 2009 Generaldirektor der Bank für internationalen Zahlungsausgleich
- Domingo Cavallo – CEO von DFC Associates, ehemaliger Außen- und Wirtschaftsminister Argentiniens
- William C. Dudley – Präsident der Federal Reserve Bank of New York
- Roger W. Ferguson – 1999–2006 stellvertretender Vorsitzender des Board of Governors des Federal Reserve System[7]
- Arminio Fraga – ehemaliger Präsident der Banco Central do Brasil[8]
- Jacob A. Frenkel (Chairman of the Board of Trustees) – Chairman JPMorgan Chase International, ehemaliger Vorstand Bank of Israel, Council on Foreign Relations, Trilaterale Kommission[9]
- Timothy Geithner – ehemaliger amerikanischer Finanzminister, vorher Präsident der Federal Reserve Bank of New York
- Gerd Häusler – Aufsichtsratsvorsitzender der BayernLB, vorher auch CEO, vorher IWF, Deutsche Bundesbank, Dresdner Bank
- Philipp Hildebrand – stellvertretender Vorsitzender von BlackRock, ehemaliger Präsident der Schweizerischen Nationalbank[10]
- Gail Kelly – ehemalige CEO der australischen Bank Westpac
- Mervyn Allister King – Mitglied des House of Lords, ehemaliger Gouverneur der Bank of England, Vorstand der Bank für internationalen Zahlungsausgleich[11]
- Paul Krugman – Professor für Volkswirtschaftslehre an der Princeton University, Wirtschaftsnobelpreisträger 2008
- Haruhiko Kuroda – Gouverneur der Bank of Japan[12]
- Christian Noyer – ehemaliger Präsident der Bank für internationalen Zahlungsausgleich
- Raghuram Rajan – ehemaliger Gouverneur der Reserve Bank of India, ehemaliger Chefökonom des Internationalen Währungsfonds
- Kenneth S. Rogoff – Professor an der Harvard University, ehemaliger Chefökonom des Internationalen Währungsfonds
- Tharman Shanmugaratnam – Vize-Premierminister und Wirtschaftsminister von Singapur, ehemals Finanzminister
- Masaaki Shirakawa – ehemaliger Gouverneur der Bank of Japan
- Lawrence Summers – Professor für Wirtschaftswissenschaften an der Harvard University, ehemaliger amerikanischer Finanzminister und Chefökonom der Weltbank
- Tidjane Thiam – Ehemaliger CEO von Credit Suisse
- Jean-Claude Trichet (Chairman) – ehemaliger Präsident der Europäischen Zentralbank
- Adair Turner, Mitglied des House of Lords und ehemaliger Leiter der Financial Services Authority
- Paul Volcker (Chairman Emeritus) † – ehemaliger Vorsitzender des Federal Reserve Systems, American Council on Germany, Council on Foreign Relations
- Kevin Warsh – ehemaliger Gouverneur bei der Federal Reserve Systems
- Axel A. Weber – Verwaltungsratspräsident der Schweizer Großbank UBS (2021 bis Frühjahr 2022), 2004 bis 2011 Präsident der Deutschen Bundesbank
- Ernesto Zedillo – Direktor des Yale Center for the Study of Globalization, 1994 bis 2000 Präsident von Mexiko
- Zhou Xiaochuan – Gouverneur der Chinesischen Volksbank, Vorstand der Bank für internationalen Zahlungsausgleich

### Senior Members
- Abdulatif Al-Hamad – Vorsitzender des Arab Fund for Economic and Social Development, ehemaliger 'Minister of Finance and Planning' (Kuwait)

- Mario Draghi – ehemaliger Präsident der Europäischen Zentralbank, Vorstand in der Bank für internationalen Zahlungsausgleich[13][14]
- William R. Rhodes – stellvertretender Vorsitzender der Citigroup
- Marina von Neumann Whitman – Professorin für Wirtschaftswissenschaften an der University of Michigan

### Emeritierte Mitglieder
- Lord Richardson of Duntisbourne † – Ehrenvorsitzender
- Peter Kenen – leitender Wissenschaftler in Internationaler Ökonomie im Council on Foreign Relations
- Erik Hoffmeyer – ehemaliger Vorsitzender der Danmarks Nationalbank
- Shijuro Ogata – ehemaliger stellvertretender Gouverneur der Bank of Japan
- Richard A. Debs – Beiratsvorsitzender von Morgan Stanley
- Wilfried Guth – ehemaliger Vorstandssprecher der Deutschen Bank
- Sylvia Ostry – ausgezeichnete Forscherin an der University of Toronto
- Gerhard Fels – ehemaliger Direktor am Institut der deutschen Wirtschaft
- John G. Heimann – Beirat des Financial Stability Institute
- Toyoo Gyohten – Präsident des Institute for International Monetary Affairs
- Jacques de Larosière – Berater der BNP Paribas
- Warner Max Corden – australischer Ökonom

### Andere ehemalige Mitglieder
Unter den ehemaligen Mitgliedern sind außerdem:
- Fritz Machlup † – österreichischer Ökonom
- Karl Otto Pöhl † – ehemaliger Präsident der Bundesbank
- Josef Ackermann – ehemaliger Vorstandsvorsitzender der Deutschen Bank
- Alan Greenspan – ehemaliger Vorsitzender des Federal Reserve Systems
- Andrew Crockett † – General Manager der Bank für internationalen Zahlungsausgleich
- Timothy F. Geithner – ehemaliger Finanzminister der Vereinigten Staaten, Council on Foreign Relations
- Tommaso Padoa-Schioppa †, Bankier und Volkswirt, Wirtschafts- und Finanzminister von Italien

## Kritik
Ende Juli 2012 ist Beschwerde gegen EZB-Präsident und G30-Mitglied Mario Draghi von der Brüsseler Anti-Lobby-Gruppe Corporate Europe Observatory (CEO) eingelegt worden. Sie wirft dem EZB-Präsidenten einen Interessenkonflikt vor. Die Group of Thirty weise alle Charakteristika einer Lobbyorganisation für Großbanken auf. CEO befürchtete, dass Draghi dort seine Ansichten mit großen Investmentbanken abstimme. Durch seine Mitgliedschaft fehle dem EZB-Präsidenten die Unabhängigkeit, argumentierte die Anti-Lobby-Gruppe.
In seinem Abschlussbericht befand der damalige EU-Bürgerbeauftragte Nikiforos Diamandouros, die G30 sei keine Lobbyorganisation. Daher sei Mario Draghis Mitgliedschaft legitim.
Nachdem die EZB die Zuständigkeit für die Bankaufsicht in Europa bekommen hatte, legte CEO erneut Beschwerde gegen die G30-Mitgliedschaft des EZB-Präsidenten ein, mit dem Argument, es befänden sich auch Vertreter von der EZB beaufsichtigter Banken in der Gruppe und was in der Gruppe vorgehe und besprochen werde, sei intransparent. In ihrem Abschlussbericht vom 3. Juli 2018 zu ihrer entsprechenden Untersuchung bestätigt die EU-Bürgerbeauftragte Emily O’Reilly die Kritik an der Mitgliedschaft Draghis. Eine solche Mitgliedschaft entspräche nicht der etablierten internationalen Praxis und kompromittiere die Unabhängigkeit der EZB. Sie kritisiert, dass die EZB sich weigere, ihrer Empfehlung Folge zu leisten, die Mitgliedschaft Draghis in der G30 zu beenden.
Die Group of 30, zu der unter anderem aktive und ehemalige Zentralbanker gehören, veröffentlicht unter anderem Empfehlungen zur Aufsicht über die großen internationalen Finanzinstitutionen. Es wurde kritisiert, dass die ehemaligen Zentralbanker jedoch inzwischen als Topmanager selbst bei eben diesen Finanzinstitutionen arbeiten.